# Донні ван де Бек
Донні ван де Бек (нід. Donny van de Beek; народився 18 квітня 1997, Нейкеркервен, Нідерланди) — нідерландський футболіст, центральний півзахисник іспанського клубу «Жирона» та збірної Нідерландів.

## Клубна кар'єра
Вихованець футбольної академії амстердамського «Аякса». В команді юнаків (до 19) він три рази поспіль виграв юнацьку першість Нідерландів. У сезоні 2014/15 Донні був визнаний талантом року серед юнаків «Аякса».
25 січня 2015 року у матчі проти роттердамської «Спарти» він дебютував у Ерстедивізі за дублерів амстердамського клубу. 26 листопада в матчі Ліги Європи проти шотландського «Селтіка» ван де Бек дебютував за основну команду, замінивши у другому таймі Лассе Шене. Через три дні в поєдинку проти «Зволле» він дебютував в Ередивізії. 10 грудня у матчі Ліги Європи проти норвезького «Мольде» Донні забив свій перший гол за основний склад клубу. У 2016 році він допоміг команді завоювати срібні медалі чемпіонату.
1 січня 2024 року перейшов на правах оренди в клуб німецької Бундесліги франкфуртський «Айнтрахт» до кінця сезону 2023—2024.

## Виступи за збірні
У 2014 році в складі юнацької збірної Нідерландів ван де Бек став срібним призером юнацького чемпіонату Європи на Мальті. На турнірі він зіграв у матчах проти команд Туреччини, Мальти, Шотландії і двічі Англії.
Протягом 2016–2017 років захищав кольори молодіжної збірної Нідерландів, того ж 2017 року дебютував і в іграх за головну збірну країни.
У травні 2021 року потрапив до остаточної заявки нідерландців на Євро-2020. Утім за декілька днів до початку турніру травмувався, і 8 червня стало відомо, що буде змушений пропустити континентальну першість. Керівництво команди вирішило не використовувати право дозаявки іншого гравця, тож у заявці нідерландців залишилося 25 футболістів.

## Титули і досягнення
- Володар Кубка Футбольної ліги (1):

«Манчестер Юнайтед»: 2023
- Чемпіон Нідерландів (1):

«Аякс»: 2018-19
- Володар Кубка Нідерландів (1):

«Аякс»: 2018-19
- Володар Суперкубка Нідерландів (1):

«Аякс»: 2019
Міжнародні
 Нідерланди (до 17)
- Фіналіст юнацького (U-17) чемпіонату Європи: 2014